# 이정비
이정비는 대한민국의 배우이다.

## 출연작

### 영화
- 《미친사랑》 (2019년) - 여자교인 역
- 《운동회》 (2018년) - 미순 역
- 《어떤 여행》 (2015년)
- 《뫼비우스의 띠》 (2014년)
- 《삐뚤빼뚤》 (2014년)
- 《대리 아빠》 (2014년)
- 《어떤 오후》 (2014년)
- 《사랑에 관한 비디오》 (2013년)
- 《개똥이》 (2013년) - 개똥 모 역
- 《또 뒤돌아보다》 (2010년)
- 《껍데기》 (2009년)
- 《손에 반하다》 (2009년)
- 《채워질 수 없는 것들》 (2009년)
- 《모든 곳에서》 (2009년)
- 《오디션》 (2009년) - 지숙 역
- 《한여름밤의 꿈》 (2002년)

## 수상
- 2014년 2014 부산독립영화제 여자연기상[3]